# Azeglio Vicini
Azeglio Vicini (Cesena, 20 de marzo de 1933-Brescia, 30 de enero de 2018) fue un futbolista y entrenador italiano.

## Biografía
Azeglio Vicini nació el 20 de marzo de 1933 en San Vittore, fracción geográfica de Cesena, y falleció el 30 de enero de 2018 en Brescia, donde vivió más de cincuenta años. Estaba casado con Ines Crosara y tenía tres hijos.

## Carrera

### Jugador
Vicini comenzó su carrera en 1953 en el Cesena, en Serie C. Ese año se incorporó al L. R. Vicenza Virtus, y formó parte de una generación de jugadores jóvenes que ganó dos ediciones consecutivas del torneo de Viareggio. Jugaba de centrocampista y tenía buena visión de juego, aunque su técnica era limitada. En su primer año, jugó los últimos once partidos de Serie B y le marcó goles al Catania y al Alessandria. En la siguiente temporada disputó diecisiete encuentros y anotó seis tantos, y el equipo ascendió. Su debut en la Serie A se produjo el 25 de septiembre de 1955 en una derrota por 2-0 contra el Inter de Milán.
Se trasladó a la Sampdoria para disputar la temporada 1956-57, donde realizó su debut el 16 de septiembre de 1956 en un triunfo por 6-2 sobre el Padova, mientras que el 30 de diciembre anotó su primer gol en primera división en un empate con el Bologna. En la campaña 1960-61 fue parte del equipo que logró el cuarto puesto en la Serie A, el mejor resultado del club hasta ese entonces. En siete temporadas, jugó 201 partidos y marcó seis goles. Entre 1963 y 1966 integró el equipo del Brescia en segunda división, donde en dos campañas disputó 57 encuentros y anotó tres tantos.

### Entrenador
En la temporada 1967-68 se hizo cargo del Brescia, y el club terminó descendiendo a segunda división. Dirigió al equipo en treinta partidos de liga y uno de Copa Italia, donde perdieron en primera ronda con el Inter de Milán por 4-2. El presidente del club, Aldo Lupi, dijo que «Vicini era un entrenador dentro del campo de juego, eso seguro, pero en el banquillo debía mejorar». Después de eso, cumplió funciones técnicas en la Federación Italiana de Fútbol hasta 1975, cuando lo asignaron director técnico de la selección sub-23 de Italia. Más tarde, se hizo cargo de la sub-21, a la que entrenó entre 1976 y 1986 y dirigió en cinco ediciones de Eurocopa de esa categoría: 1978, 1980, 1982, 1984 y 1986. Por su trabajo en esta última, donde el equipo llegó a la final, lo galardonaron con el Seminatore d'oro.
El 8 de octubre de 1986 se convirtió en entrenador de la selección italiana absoluta, a la que condujo hasta semifinales en la Eurocopa 1988 y la Copa Mundial de fútbol de 1990, donde obtuvo el tercer puesto. El 12 de octubre de 1991, tras no poder clasificar a la Eurocopa del siguiente año, lo despidieron. Dirigió 54 partidos y tuvo un saldo de 32 triunfos, quince empates y siete derrotas. En marzo de 1993 firmó un contrato de duración determinada con el Cesena, al que dirigió en las últimas catorce fechas de Serie B. Bajo su cargo, el equipo inesperadamente salió de los puestos de descenso y registró seis victorias, seis empates y dos derrotas. En la temporada 1993-94 dirigió al Udinese, aunque el 29 de septiembre lo apartaron de su puesto y Adriano Fedele lo reemplazó. En la campaña de 1995-96 trabajó de asesor técnico en el Brescia y, después, estuvo al mando del sector técnico de la Federación Italiana de Fútbol, hasta que Roberto Baggio lo sustituyó en 2010.

## Estadísticas

### Jugador
| L. R. Vicenza Virtus · Italia                                          | 1953-54 | 11  | 2  | —  | — | — | — | 11  | 2  |
| L. R. Vicenza Virtus · Italia                                          | 1954-55 | 17  | 6  | —  | — | — | — | 17  | 6  |
| L. R. Vicenza Virtus · Italia                                          | 1955-56 | 25  | 0  | —  | — | — | — | 25  | 6  |
| L. R. Vicenza Virtus · Italia                                          | Total   | 53  | 8  | 0  | 0 | 0 | 0 | 53  | 8  |
| U. C. Sampdoria · Italia                                               | 1956-57 | 29  | 3  | —  | — | — | — | 29  | 3  |
| U. C. Sampdoria · Italia                                               | 1957-58 | 25  | 1  | 3  | 0 | — | — | 28  | 1  |
| U. C. Sampdoria · Italia                                               | 1958-59 | 34  | 1  | 1  | 0 | — | — | 35  | 1  |
| U. C. Sampdoria · Italia                                               | 1959-60 | 32  | 1  | 2  | 0 | — | — | 34  | 1  |
| U. C. Sampdoria · Italia                                               | 1960-61 | 27  | 0  | 1  | 0 | — | — | 28  | 0  |
| U. C. Sampdoria · Italia                                               | 1961-62 | 32  | 0  | 0  | 0 | — | — | 32  | 0  |
| U. C. Sampdoria · Italia                                               | 1962-63 | 11  | 0  | 2  | 0 | 2 | 0 | 15  | 0  |
| U. C. Sampdoria · Italia                                               | Total   | 190 | 6  | 9  | 0 | 2 | 0 | 201 | 6  |
| Brescia Calcio · Italia                                                | 1963-64 | 34  | 2  | —  | — | — | — | 34  | 2  |
| Brescia Calcio · Italia                                                | 1964-65 | 22  | 1  | 1  | 0 | — | — | 23  | 1  |
| Brescia Calcio · Italia                                                | Total   | 56  | 3  | 1  | 0 | 0 | 0 | 57  | 3  |
| Total                                                                  | Total   | 299 | 17 | 10 | 0 | 2 | 0 | 311 | 17 |
| (1) Incluye datos de Copa Italia. (2) Incluye datos de Copa de Ferias. |         |     |    |    |   |   |   |     |    |

### Entrenador
| Club                       | País   | Año       |
| -------------------------- | ------ | --------- |
| Brescia Calcio             | Italia | 1967-1968 |
| Selección sub-23 de Italia | Italia | 1975-1976 |
| Selección sub-21 de Italia | Italia | 1976-1986 |
| Selección de Italia        | Italia | 1986-1991 |
| Cesena F. C.               | Italia | 1993      |
| Udinese Calcio             | Italia | 1993      |

## Palmarés

### Jugador
| Título  | Club                 | País   | Año     |
| ------- | -------------------- | ------ | ------- |
| Serie B | L. R. Vicenza Virtus | Italia | 1954-55 |
| Serie B | Brescia Calcio       | Italia | 1964-65 |

### Distinciones
| Distinción       | Año  |
| ---------------- | ---- |
| Seminatore d'oro | 1986 |

## Condecoraciones
| Condecoración                                               | Año  |
| ----------------------------------------------------------- | ---- |
| Gran Oficial de la Orden al Mérito de la República Italiana | 1991 |
| Premio Malatesta Novello                                    | 2008 |